# Lilianna Bátori
Liliana Bátori (14 marzo 2007) è un'altista ungherese.

## Progressione

### Salto in alto
| Stagione | Misura    | Luogo           | Data      | Rank. Mond. |
| -------- | --------- | --------------- | --------- | ----------- |
| 2025     | 1,93 m(i) | Banská Bystrica | 18-2-2025 |             |
| 2024     | 1,87 m    | Lima            | 31-8-2024 |             |
| 2023     | 1,81 m    | Ptuj            | 11-6-2023 |             |
| 2022     | 1,74 m    | Lubiana         | 27-6-2022 |             |
| 2021     | 1,67 m    | Gödöllő         | 17-6-2021 |             |
| 2020     | 1,60 m    | Székesfehérvár  | 3-10-2020 |             |

## Palmarès
| Anno | Manifestazione | Sede            | Evento        | Risultato | Prestazione | Note  |
| ---- | -------------- | --------------- | ------------- | --------- | ----------- | ----- |
| 2023 | Europei U20    | Gerusalemme     | Salto in alto | 11ª       | 1,75 m      | [ 1 ] |
| 2024 | Europei U18    | Banská Bystrica | Salto in alto | Oro       | 1,84 m      |       |
| 2024 | Mondiali U20   | Lima            | Salto in alto | 4ª        | 1,87 m      | =     |
| 2025 | Europei indoor | Apeldoorn       | Salto in alto | 9ª        | 1,80 m      |       |
| 2025 | Europei U20    | Tampere         | Salto in alto | Oro       | 1,89 m      |       |

## Campionati nazionali
- 1 volta campionessa nazionale ungherese del salto in alto (2024)

2023
- Bronzo ai campionati ungheresi assoluti indoor (Nyíregyháza), salto in alto - 1,79 m
- Argento ai campionati ungheresi assoluti (Budapest), salto in alto - 1,78 m

2024
- Oro ai campionati ungheresi assoluti (Budapest), salto in alto - 1,87 m =

## Altre competizioni internazionali
2023
- 5ª al Festival olimpico della gioventù europea ( Maribor), Salto in alto - 1,77 m